# Sjiroko Pole
Sjiroko Pole (Bulgaars: Широко поле, Shiroko pole) is een dorp in het zuiden van Bulgarije. Het dorp is gelegen in de gemeente Kardzjali in de oblast Kardzjali. Het dorp ligt hemelsbreed 7 km ten oosten van Kardzjali en 212 km ten zuidoosten van de hoofdstad Sofia.

## Bevolking
Het dorp Sjiroko Pole had bij een schatting van 2020 een inwoneraantal van 832 personen. Dit waren 76 mensen (10,1%) meer dan 756 inwoners bij de officiële census van februari 2011. De gemiddelde jaarlijkse groei in die periode komt daarmee uit op 0,97%, hetgeen hoger is dan het landelijk jaarlijks gemiddelde over deze periode (-0,63%). In 1985 woonden er echter nog 561 personen in het dorp: veel etnische Turken (en andere moslims) verlieten destijds Bulgarije als gevolg van de assimilatiecampagnes van het communistisch regime van Todor Zjivkov, waarbij alle Turken en andere moslims in Bulgarije christelijke of Bulgaarse namen moesten aannemen en afstand moesten doen van hun islamitische gewoonten.
- 1934 424
Koninkrijk Bulgarije
- 1946 456
Volksrepubliek Bulgarije
- 1956 904
Volksrepubliek Bulgarije
- 1965 1088
Volksrepubliek Bulgarije
- 1975 1248
Volksrepubliek Bulgarije
- 1985 1476
Volksrepubliek Bulgarije
- 1992 946
Republiek Bulgarije
- 2001 736
Republiek Bulgarije
- 2011 756
Republiek Bulgarije
- 2020 832
Republiek Bulgarije

- Koninkrijk Bulgarije
- Volksrepubliek Bulgarije
- Republiek Bulgarije

In het dorp wonen nagenoeg uitsluitend etnische Turken. In de optionele volkstelling van 2011 identificeerden 703 van de 717 ondervraagden zichzelf als etnische Turken - oftewel 98% van alle ondervraagden. 
| Etnische samenstelling van de respondenten (2011) | Etnische samenstelling van de respondenten (2011) | Etnische samenstelling van de respondenten (2011) | Etnische samenstelling van de respondenten (2011) | Etnische samenstelling van de respondenten (2011) |
| ------------------------------------------------- | ------------------------------------------------- | ------------------------------------------------- | ------------------------------------------------- | ------------------------------------------------- |
|                                                   |                                                   |                                                   |                                                   |                                                   |
| Bulgaren                                          | Bulgaren                                          |                                                   | 0,0%                                              | 0,0%                                              |
| Turken                                            | Turken                                            |                                                   | 98,0%                                             | 98,0%                                             |
| Roma                                              | Roma                                              |                                                   | 0,0%                                              | 0,0%                                              |
| Anders/Onbekend                                   | Anders/Onbekend                                   |                                                   | 2,0%                                              | 2,0%                                              |

## Afbeeldingen

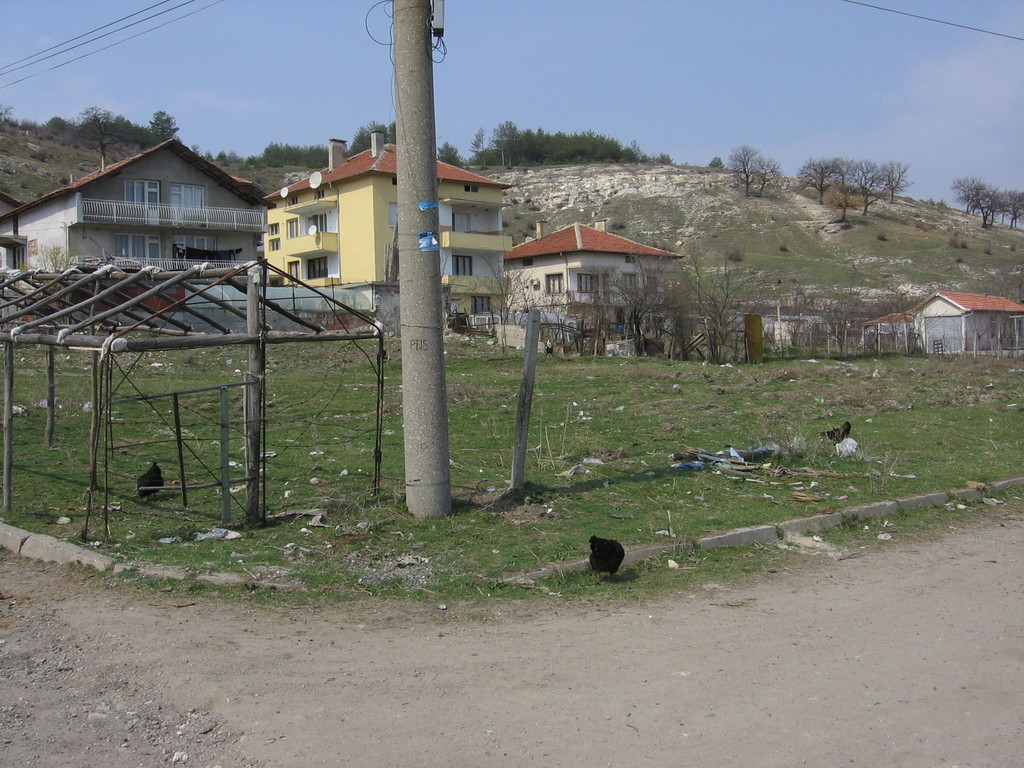
Een straat in Sjirko Pole
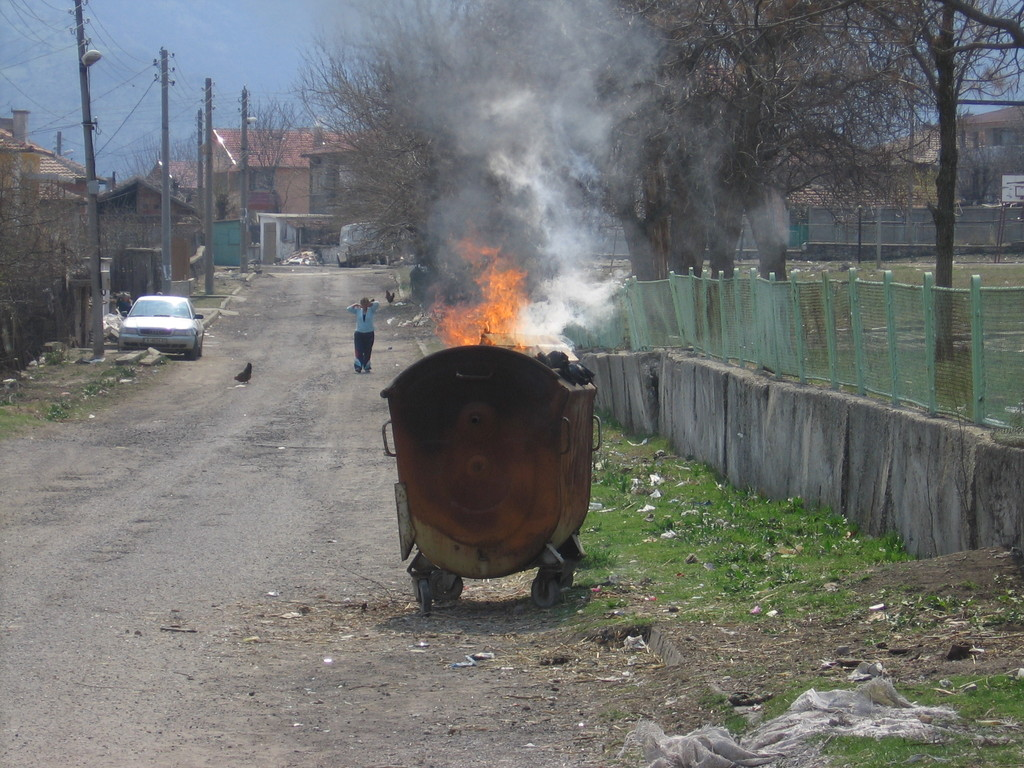
Een in brand staande vuilniscontainer
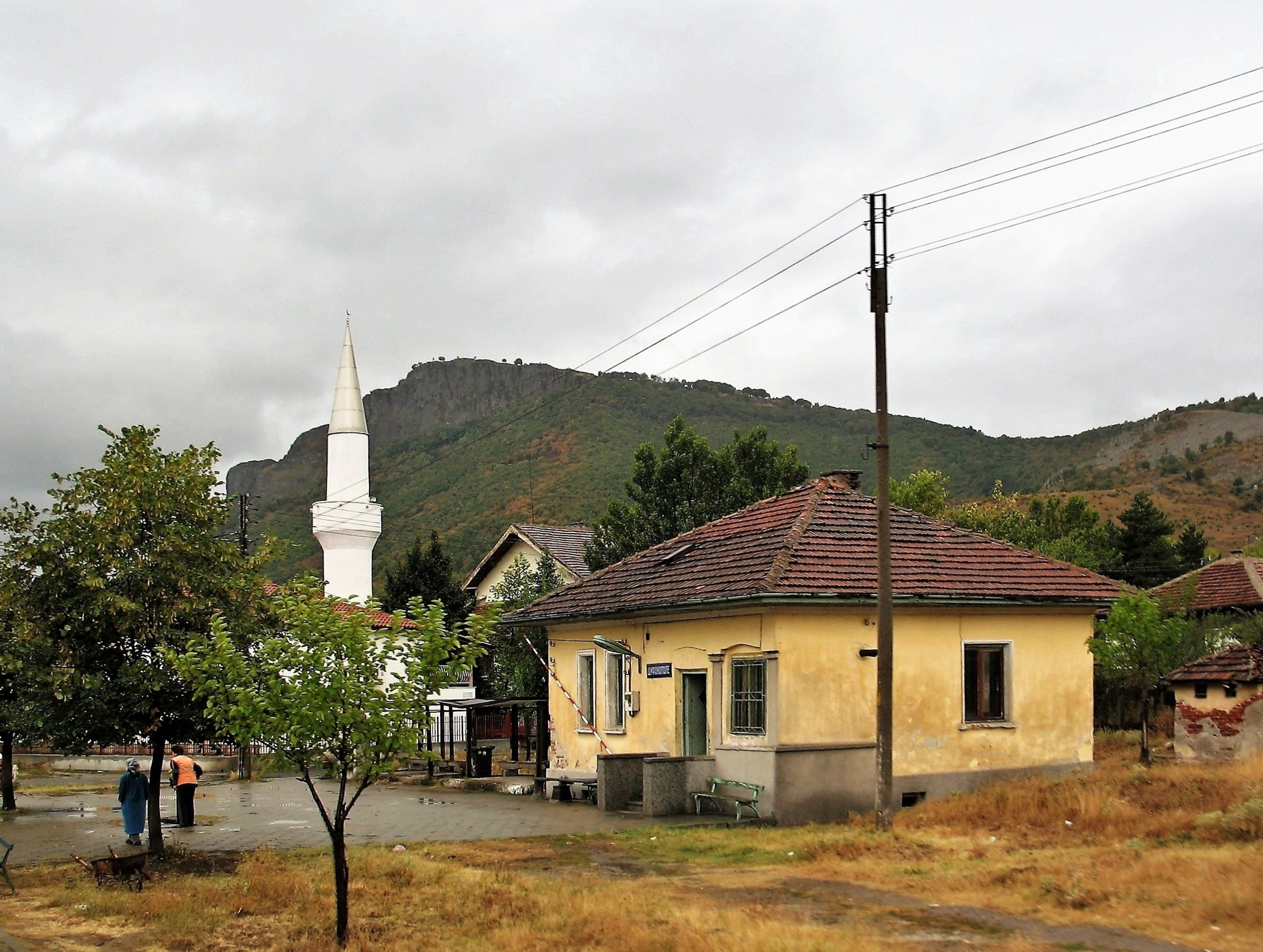
Het treinstation en de moskee